# かっちゃん
『かっちゃん』は、1960年4月9日から1962年3月17日までNHK教育テレビの『幼稚園・保育所の時間』枠で放送されていた教育番組である。放送時間は毎週土曜日 10:40 - 11:00 （日本標準時）。1960年9月10日放送分よりカラー化。

## 概要
ギニョール人形の「かっちゃん」がにいちゃんと社会見学をする。

## 出演者
- かっちゃん[9]
- にいちゃん[6][9]

## 番組のカラー化について
この番組は、1960年9月10日のカラーテレビの本放送開始日からカラー化を実施、教育テレビでのカラー本放送放映番組の第1号となった。
カラー本放送は東京・大阪共に同日に開始されたものの、当初、当時の電電公社のテレビネット中継用のマイクロ波回線がカラー対応になっていないことから、カラー放送を行っていたのは東京（NHK本部）のみだったが、翌月(10月)の22日からは番組マスターをコピーした素材(カラー・フィルム又はビデオ・テープ)送りにより、大阪でもカラーで放送される様になった。しかし、この番組の放送期間内に、中継回線がカラー対応にならなかった為、大阪では番組終了まで素材送りでの放送となった。